# Rosita Garcia
 Rosita Garcia Madalen Eiras  (Rio de Janeiro, 23 de janeiro de 1960) é ex-voleibolista indoor brasileira que atuou como Levantadora em clubes nacionais e servindo a Seleção Brasileira desde as categorias de base, sendo vice-campeã sul-americana juvenil em 1976 na Bolívia e vice-campeã nesta competição em 1980 no Chile e além disso, nesta categoria foi semifinalista no Campeonato Mundial  de 1977 no Brasil.Já pela seleção principal foi vice-campeã sul-americana em 1977 no Peru.

## Carreira
Rosita iniciou a praticar voleibol aos 9 anos de idade, após insistência junto a sua família para levá-la ao Botafogo de Futebol e Regatas. Apaixonada pela modalidade, chegou a treinar diariamente das 14h às 16h, e não satisfeita o bastante que costumava  por conta própria prolongar até às 20h. Dentro de um ano começou a jogar como atacante de meio, progredindo da categoria mirim, infantil e infanto-juvenil; ela com apenas 12 anos já estava  na equipe adulta, já lutava com a tendência a engordar, seu técnico era Paulo Márcio.
Rosita desde 1973 já reforçava o elenco adulto botafoguense com apenas 13 anos de idade[carece de fontes?], numa época que não recebia salário, jogava mesmo por amor  ao esporte, mas, recebia muitos incentivos do Botafogo, material esportivo, até mesmo em 1975 custeou uma bolsa de estudos para ela no Colégio Santa Úrsula e tempos depois no Colégio Bennett.
A experiência de Rosita prevalecia as gozações das torcidas adversárias quanto  sua aparência física:1,69 m de altura, 80 kg, 111 cm de quadril, 96 cm de cintura e 109 cm de busto, muitas vezes chamadas de “gorda” e termos similares  não importando e respondendo com seu talento e desempenho além do levantamento, recepção ,passe e saque, reconhecida pelos críticos da época como dona de um toque de veludo e de uma largada cerebral que desafiava os bloqueios adversários.
Em 1976 convocada para a Seleção Carioca para disputar na categoria adulto o Campeonato Brasileiro de Seleções, contribuiu para  conquista do título que há anos era de posse da Seleção Paulista.No mesmo ano foi convocada para Seleção Brasileira para representá-la no Campeonato Sul-Americano Juvenil  sediado em La Paz-Bolívia quando conquistou a medalha de ouro.
Em 1977 transfere-se para o Flamengo, ano que foi convocada para a seleção principale disputou com apenas 17 anos de idade o Campeonato Sul-Americano e neste mesmo ano também representou a Seleção Brasileira novamente na categoria juvenil, época que disputou a primeira edição do Campeonato Mundial Juvenil realizado em São Paulo e junto à equipe brasileira foi semifinalista encerrando na quarta posição nesta competição foi a levantadora titular.
Ainda em 1977 passou no vestibular  para cursar Educação Física pela UERJ e casou-se com  Jorge Eiras , este mais a frente seria o técnico da Seleção Brasileira de Pólo Aquático Juvenil. No ano seguinte recebeu convocação para seleção principal que disputaria o Campeonato Mundial de 1978 em Moscou, mas pediu dispensa optando pelos estudos e família.
No ano de 1979 passou a ser técnica de voleibol no Tijuca Tênis Clube onde trabalhou as categorias de base : mirim, infantil e infanto-juvenil.No ano seguinte foi convocada para Seleção Brasileira e disputou o Campeonato Sul-Americano Juvenil em Rancagua-Chile conquistando a medalha de prata diante da geração peruana que seria prata olímpica em Seul.
Em 1981 grávida do seu primeiro filho Rafael passou a pesar 70 kg e mesmo assim conquistou o Campeonato Brasileiro de Seleções. Em sua segunda gravidez seu peso elevou-se a 104 kg, lutou bastante para  reduzir aos 75 kg e disputou pelo Flamengo  o Campeonato Carioca e o Campeonato Brasileiro , em virtude do problema de peso permaneceu  neste como Auxiliar Técnica de Marco Aurélio Motta até que Bebeto de Freitas a contratou para
Bradesco/RJ, mas este não a queria como Auxiliar e sim  pelo seu toque de levantadora que admirava, ela estava com 90 kg e com muito esforço chegou  aos 74 kg e foi o destaque do Bradesco/RJ  na Copa Brasil de 1985, depois disso manteve seu peso em 80Kg com muito sacrifício já que exagerava na comida , além disso fumava e bebia pouco.

## Títulos e Resultados
- 1977-4º lugar do Campeonato Mundial Juvenil (São Paulo,  Brasil)[4]
- 1976-Campeã do Campeonato Brasileiro de Seleções (Adulto)[1]

## Premiações Individuais
[carece de fontes?]